# Harmon Northrop Morse

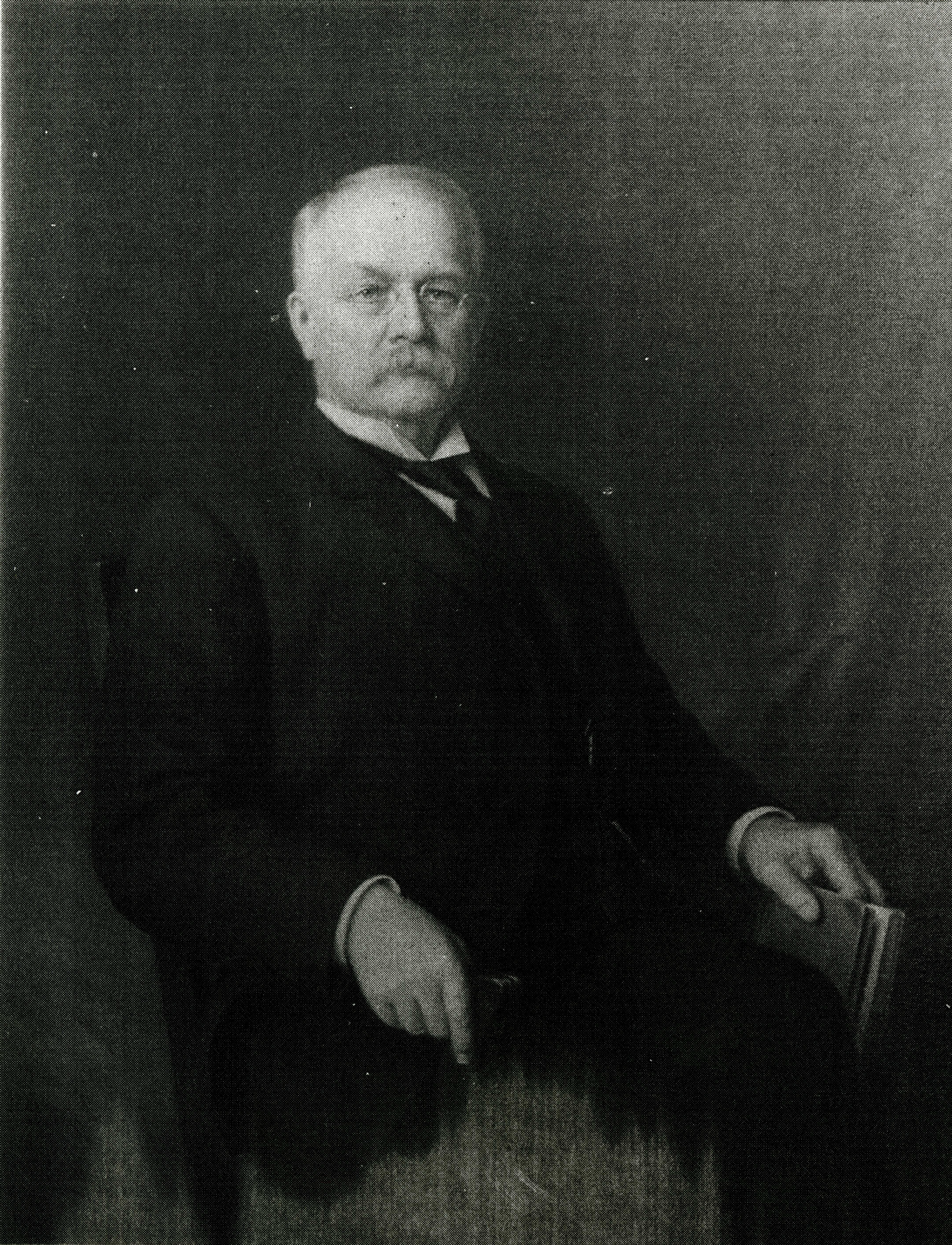
Harmon Northrop Morse, undatiert

Harmon Northrop Morse (* 15. Oktober 1848 in Cambridge, Vermont; † 8. September 1920 in Chebeague, Maine) war ein amerikanischer Chemiker. Morse gelang 1878 als erstem die Synthese des Arzneistoffs Paracetamol. Weite Verbreitung als Inhaltsstoff schmerzstillender und fiebersenkender Medikamente fand Paracetamol allerdings erst viele Jahre nach seinem Tod. In der ersten Hälfte des 20. Jahrhunderts wurde Morse insbesondere durch seine Arbeiten zur Messung des osmotischen Drucks bekannt, für die er 1916 mit der Avogadro-Medaille ausgezeichnet wurde. Die Morse-Gleichung zur Berechnung des osmotischen Drucks ist nach ihm benannt.

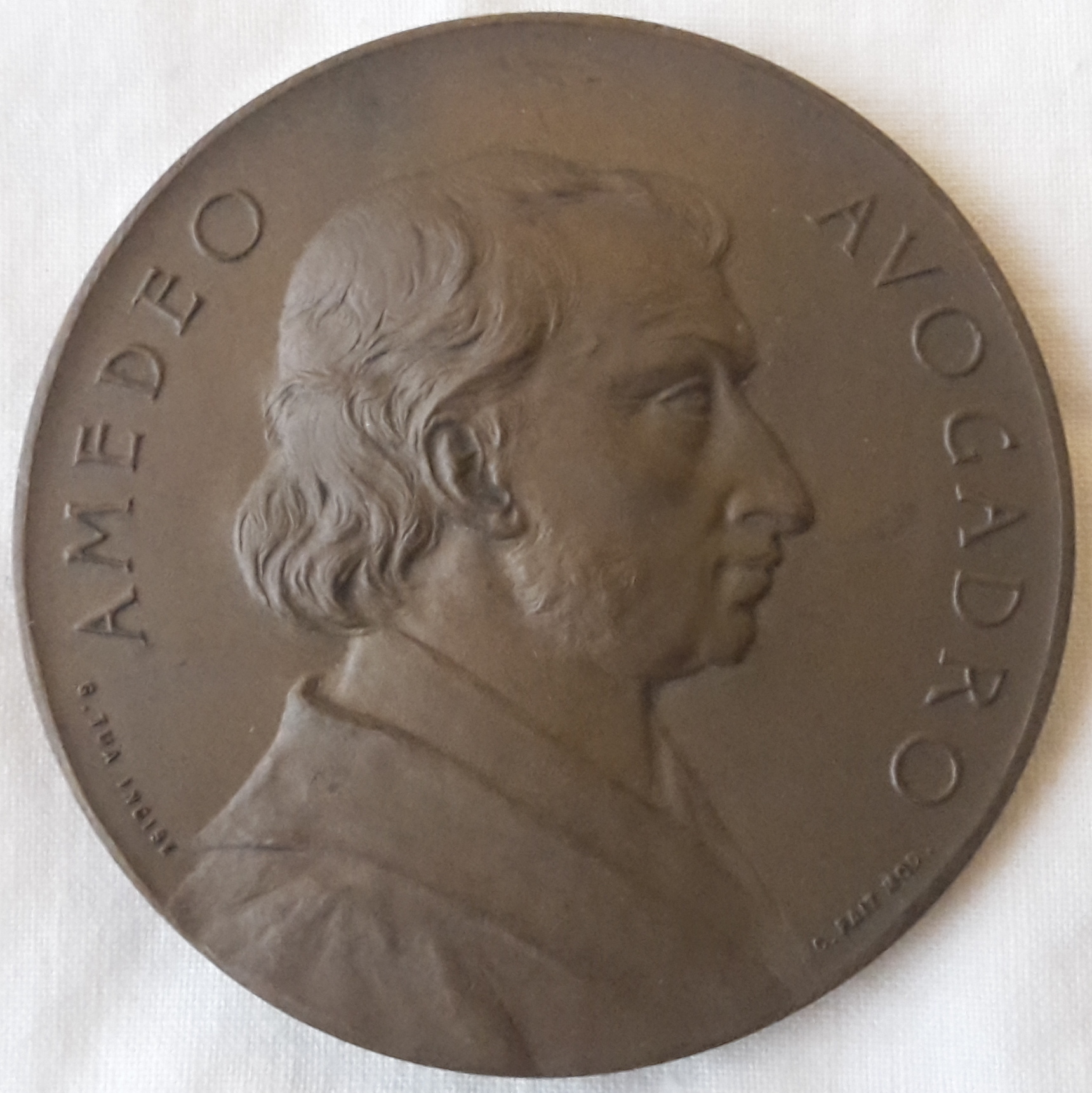
Avogadro-Medaille für H.N. Morse, Accademia delle Scienze di Torino, 1915. Vorderseite.

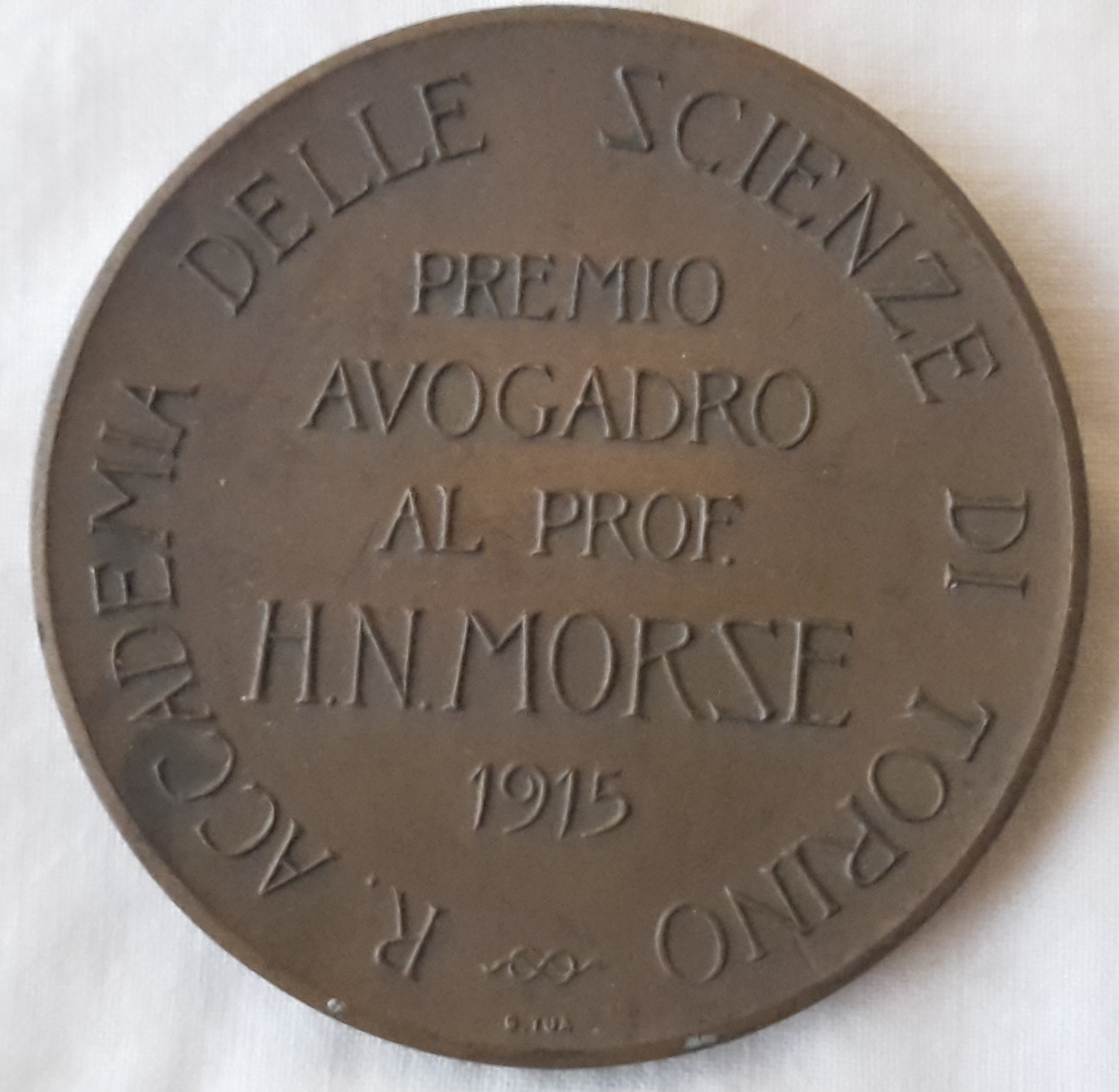
Avogadro-Medaille für H.N. Morse, Accademia delle Scienze di Torino, 1915. Rückseite.

## Ausbildung und Leben
Harmon Northrop Morse war Nachfahre des John Morse aus England, der sich 1639 in New Haven ansiedelte. Sein Vater, Harmon Morse, war ein puritanischer Farmer, der Freizeitvergnügungen aller Art ablehnte. Morse' Mutter starb jung und hinterließ Northrop, seinen Bruder Anson und seine Schwester Delia.
Das finanzielle Vermächtnis seiner Großmutter mütterlicherseits ermöglichte es Northrop Morse, am Amherst College Chemie zu studieren. Er begann dieses Studium 1869 und schloss es 1873 ab. Anschließend reiste er zur Fortsetzung des Studiums nach Deutschland, promovierte dort 1875 an der Universität Göttingen im Fach Chemie und schloss ein Studium der Mineralogie ab. Morse' Doktorvater und Direktor des chemischen Instituts war Hans Hübner. Zu dieser Zeit war Friedrich Wöhler bereits emeritiert, verbrachte aber noch einen Teil seiner Zeit im Labor. Einige wenige Studenten, im Wesentlichen Amerikaner, hatten wie Morse das Privileg, mit Wöhler zusammenzuarbeiten. Hübner war Professor der Organischen Chemie, sodass Morse zunächst ebenfalls auf diesem Gebiet arbeitete; später wandte er sich der physikalischen Chemie zu.
1875 kehrte Morse in die Vereinigten Staaten zurück und trat eine Stelle als wissenschaftlicher Assistent am Amherst College an. Er arbeitete dort ein Jahr lang unter Harris und Emerson. Als 1876 die Johns Hopkins University ihren Lehrbetrieb aufnahm, wurde Morse Assistent von Ira Remsen; Emerson hatte ihn für diese Aufgabe empfohlen. Remsen und Morse bauten gemeinsam das Chemische Labor am Johns Hopkins auf. Dabei erwiesen sich Morse' Erfahrungen aus seiner Zeit in Deutschland als sehr wertvoll, da zu dieser Zeit die chemischen Institute an den Universitäten der USA noch wenig entwickelt waren. Morse wurde 1883 Assistenzprofessor, 1892 Ordentlicher Professor der Anorganischen und Analytischen Chemie, 1908 schließlich Direktor des Chemischen Labors. 1907 wurde er in die National Academy of Sciences, 1914 in die American Academy of Arts and Sciences gewählt. Er emeritierte 1916.
Morse heiratete zweimal und hatte vier Kinder – eine Tochter und drei Söhne. Seine zweite Frau, Elizabet Dennis Clark, half ihm bei der Vorbereitung wissenschaftlicher Artikel für die Veröffentlichung. Nach seiner Emeritierung zog sich Morse zurück, verließ selten das Haus und sein Gesundheitszustand verschlechterte sich. Er starb während seines jährlichen Aufenthalts in Chebeague Island, Maine. Beigesetzt wurde er in Amherst, wo er einen Sommersitz hatte. In seinem Nachruf auf Morse beschrieb ihn Remsen als „ruhig und unaufgeregt“.

## Werke
Obgleich Johns Hopkins von Beginn an eine Forschungsuniversität war, waren die ersten Jahre der Fakultät für Chemie durch wenige Studenten und unzureichende Laborausstattung geprägt. Diese Bedingungen entmutigten Morse zunächst, so dass er sich hauptsächlich Lehraufgaben zuwandte. Um die Jahrhundertwende veröffentlichte er eine Reihe von Arbeiten über die Darstellung der Permangansäure. Daraus entwickelte sich sein Interesse für das Phänomen Osmose und den osmotischen Druck, das Fachgebiet, mit dem Morse' Name während der ersten Hälfte des 20. Jahrhunderts fest verbunden war. Mit finanzieller Unterstützung durch die Carnegie Institution of Washingtons veröffentlichte er einen Bericht mit dem Titel The Osmotic Pressure of Aqueous Solutions (deutsch: Der osmotische Druck wässriger Lösungen), der seine Arbeit aus den Jahren von 1899 bis 1913 zusammenfasste. Für diese Arbeit zeichnete ihn die Universität Turin (früher: Academia della Scienze di Turino), an der Amadeo Avogadro einst gelehrt hatte, mit der Verleihung der Avogadro-Medaille aus. Dieser Medaille wurde einmalig anlässlich des hundertsten Jahrestags der Formulierung des avogadroschen Gesetzes verliehen.
1887 veröffentlichte Jacobus Henricus van ’t Hoff seine wegweisende Arbeit zur Analogie von Gasdruck und osmotischem Druck von Lösungen, für die er, neben anderen Leistungen, 1901 mit dem ersten Nobelpreis für Chemie ausgezeichnet wurde. Er entwickelte darin eine Formulierung analog zum Gesetz von Gay-Lussac, die die Abhängigkeit des osmotischen Drucks von der Temperatur beschreibt. Als Grundlage dienten ihm die Messdaten, die der deutsche Botaniker Wilhelm Pfeffer 10 Jahre zuvor unter dem Titel Osmotische Untersuchungen – Studien zur Zellmechanik veröffentlicht hatte. Pfeffer hatte zur Messung des osmotischen Drucks wässriger Lösungen ein Osmometer, die Pfeffersche Zelle, entwickelt, bei der eine semipermeable Membran aus Kupfer(II)-hexacyanoferrat(II) die porösen Wände einer Tonzelle verschließt. Nach der Veröffentlichung von van 't Hoffs Theorie hatten andere Experimentatoren Schwierigkeiten, Pfeffers Messergebnisse zu wiederholen. Ursache war in erster Linie die Qualität der verwendeten Tonzellen, deren mangelhafte Stabilität und ungleichmäßige Dichte bewirkten, dass die Niederschlagsmembranen bei Druckanstieg unzureichend gestützt wurden – ein Problem, mit dem bereits Pfeffer zu kämpfen hatte. Morse konnte zudem zeigen, dass die Membranen der Pfefferschen Zelle bei höheren Drucken für gelöste Stoffe durchlässig wurden. Sein wichtigster experimenteller Beitrag war ein Verfahren, das Material der semipermeablen Membranen mittels Elektrolyse auf den Wänden der Tonzellen aufzutragen. Dieses Verfahren erlaubte es ihm, van 't Hoffs Theorie zu bestätigen und zu verbessern.
In seiner modernen Fassung lautet das van 't Hoffsche Gesetz:
{\displaystyle \Pi \cdot V=n\cdot R\cdot T}
Dabei ist Π der osmotische Druck, V das Volumen der Lösung, R die Universelle Gaskonstante und T die Temperatur in Kelvin. Umgeformt kann diese Gleichung als
{\displaystyle \Pi ={\frac {n}{V}}\cdot R\cdot T=c\cdot R\cdot T}
(van 't Hoff'sches Gesetz) geschrieben werden, wobei c = n/V die Molarität in mol·m−3 ist. Morse zeigte experimentell, dass berechnete Werte den Messungen besser entsprechen, wenn die Molarität in obenstehender Gleichung durch die Molalität m (mol·kg−1) ersetzt wird:
{\displaystyle \Pi =m\cdot R\cdot T}
(Morse'sches Gesetz) Mit Hilfe dieser Gleichungen lässt sich die Molekularmasse einer Verbindung aus dem osmotischen Druck berechnen.